# Krasnyj Bor (rejon agryski)
Krasnyj Bor (ros. Красный Бор) – wieś (sieło) w Rosji, w Tatarstanie, w rejonie agryskim. W 2021 liczyła 1529 mieszkańców.